# Manfred Fricke
Manfred Fricke (* 24. Juni 1936 in Hainichen, Sachsen; † 5. Mai 2009) war ein deutscher Ingenieur und Präsident der Technischen Universität Berlin von 1985 bis 1993.

## Leben
Von 1955 bis 1962 studierte Manfred Fricke an der TU Berlin Maschinenbau mit dem Schwerpunkt Flugtechnik. Nach seiner Promotion 1966 und Habilitation 1970 wurde Manfred Fricke Direktor des Instituts für Flugführung und Luftverkehr an der TU Berlin. Zum ordentlichen Professor für Flugführung und Luftverkehr am Institut für Luft- und Raumfahrt der TU Berlin wurde er 1978 berufen. Von 1978 bis 1982 war er 1. Vizepräsident der TU Berlin. Von 1985 bis 1993 war er Präsident der TU Berlin und folgte in diesem Amt Jürgen Starnick. Nach der
deutschen Wiedervereinigung engagierte er sich als Vorsitzender einer vom Senat von Berlin eingesetzten Expertenkommission für die Überwindung der Abschottung der Ost- und West-Berliner Forschungslandschaft. Zum 15. September 2004 ging Fricke in den Ruhestand.
Fricke war Experte für Flugsicherheitstechnik, Luftverkehr und Flughafenplanung und initiierte das Zentrum für Flugsimulation Berlin GmbH an der TU Berlin. Als Emeritus wirkte Fricke weiter als Senator der Helmholtz-Gemeinschaft und in der Wissenschaftlichen Kommission Niedersachsen.
Manfred Fricke war verheiratet mit Edith Fricke und hat zwei Söhne, darunter Hartmut Fricke.

## Funktionen und Mitgliedschaften
- Vorsitz im Wissenschaftlichen Beirat beim Bundesminister für Verkehr
- Koordinator der am Luftfahrtförderprogramm des Bundes beteiligten deutschen Hochschulen
- Fachgutachter für die Deutsche Forschungsgemeinschaft
- Sachverständiger des Bundesforschungsministeriums
- Senat der Deutschen Forschungsanstalt für Luft- und Raumfahrt
- Wissenschaftliche Kommission Niedersachsen
- Senat der Helmholtz-Gemeinschaft
- Stiftungsrat des Japanisch-Deutschen Zentrums in Berlin
- Aufsichtsrat der Lufthansa Consulting GmbH
- Leiter der Expertenkommission, die nach der Wiedervereinigung im Auftrag des Berliner Senats Vorschläge für das Zusammenwachsen der Berliner Hochschulen im Ost- und Westteil der Stadt erarbeitete

## Ehrungen
- 2004 Goldene Ehrennadel der TU Berlin[4]
- Ehrenprofessur dreier chinesischer Universitäten[3]
- 1994 Ehrenmedaille der Universität Miskolć in Ungarn
- 1994 Bundesverdienstkreuz 1. Klasse in Anerkennung seiner vorbildlichen hochschulreformerischen Anstrengungen im Bundesgebiet[3]
- Prof. Dr. Manfred Fricke Stiftung der Technischen Universität vergibt Promotions-Stipendien[5]